# Jadwiga Tymek
Jadwiga Salomea Tymek, ps. „Stokrotka” (ur. 19 września 1919 w Połajewie, zm. 12 maja 1944 w KL Auschwitz) – harcerka, nauczycielka, podczas II wojny światowej działaczka Szarych Szeregów i Armii Krajowej.

## Życiorys
Jadwiga Tymek była córką Franciszka Tymka, kolejarza z Międzychodu i Katarzyny Tymek, z domu Smogur. Była drużynową żeńskiej drużyny harcerskiej przy Miejskim Gimnazjum Koedukacyjnym im. Heliodora Święcickiego w Międzychodzie. W czerwcu 1939 rozpoczęła naukę w Państwowym Pedagogium w Poznaniu. 
Jej ojciec zginął 4 września 1939 w Patrzykowie, w czasie bombardowania pociągu ewakuacyjnego. 12 grudnia 1939 wraz z matką i rodzeństwem wysiedlona została do Wręczy, gdzie zaczęła działalność w Szarych Szeregach oraz pracowała jako nauczycielka matematyki. Po zaprzysiężeniu do ZWZ/AK została łączniczką i sanitariuszką w 12. plutonie dowodzonym przez Wojciecha Zaborskiego ps. „Gil”, który wchodził w skład IV kompanii Ośrodka AK „Żaba” pod dowództwem porucznika Wojciecha Goldhaara ps. „Szkot” z Żyrardowa i przyjęła pseudonim „Stokrotka”. 
W nocy z 18 na 19 czerwca 1943 została aresztowana i przewieziona do więzienia w Łowiczu, a stamtąd w sierpniu 1943 na Pawiak. 5 października 1943 została wywieziona do KL Auschwitz, gdzie otrzymała numer obozowy 64511. Zmarła tam 12 maja 1944.
Została uwieczniona m.in. w książce Zofii Kossak Z otchłani. Wspomnienia z lagru. Jest również patronką jednej z ulic w Międzychodzie.